# Rigaud (Alpes-Maritimes)
Pour les articles homonymes, voir Rigaud.
Rigaud est une commune française située dans le département des Alpes-Maritimes en région Provence-Alpes-Côte d'Azur. Ses habitants sont appelés les Rigaudois.

## Géographie
Le village de Rigaud surplombe de haut la vallée du Cians, sous les ruines de sa forteresse médiévale, ancienne commanderie des Templiers.

### Géologie et relief
La commune se compose de 3 222,90 hectares de forêts et milieux semi-naturels (100 %).

### Climat
Pour des articles plus généraux, voir Climat de Provence-Alpes-Côte d'Azur et Climat des Alpes-Maritimes.
En 2010, le climat de la commune est de type climat des marges montargnardes, selon une étude du Centre national de la recherche scientifique s'appuyant sur une série de données couvrant la période 1971-2000. En 2020, Météo-France publie une typologie des climats de la France métropolitaine dans laquelle la commune est exposée à un climat de montagne ou de marges de montagne et est dans la région climatique Var, Alpes-Maritimes, caractérisée par une pluviométrie abondante en automne et en hiver (250 à 300 mm en automne), un très bon ensoleillement en été (fraction d’insolation > 75 %), un hiver doux (8 °C) et peu de brouillards.
Pour la période 1971-2000, la température annuelle moyenne est de 12,4 °C, avec une amplitude thermique annuelle de 16,6 °C. Le cumul annuel moyen de précipitations est de 1 011 mm, avec 5,8 jours de précipitations en janvier et 5,1 jours en juillet. Pour la période 1991-2020, la température moyenne annuelle observée sur la station météorologique de Météo-France la plus proche, « Ascros », sur la commune d'Ascros à 8 km à vol d'oiseau, est de 10,8 °C et le cumul annuel moyen de précipitations est de 930,1 mm. 
La température maximale relevée sur cette station est de 34,4 °C, atteinte le 18 juillet 2023 ; la température minimale est de −10,7 °C, atteinte le 28 février 2018,,.
Les paramètres climatiques de la commune ont été estimés pour le milieu du siècle (2041-2070) selon différents scénarios d'émission de gaz à effet de serre à partir des nouvelles projections climatiques de référence DRIAS-2020. Ils sont consultables sur un site dédié publié par Météo-France en novembre 2022.

## Urbanisme

### Typologie
Au 1er janvier 2024, Rigaud est catégorisée commune rurale à habitat dispersé, selon la nouvelle grille communale de densité à 7 niveaux définie par l'Insee en 2022.
Elle est située hors unité urbaine. Par ailleurs la commune fait partie de l'aire d'attraction de Nice, dont elle est une commune de la couronne,. Cette aire, qui regroupe 100 communes, est catégorisée dans les aires de 200 000 à moins de 700 000 habitants,.

### Occupation des sols
L'occupation des sols de la commune, telle qu'elle ressort de la base de données européenne d’occupation biophysique des sols Corine Land Cover (CLC), est marquée par l'importance des forêts et milieux semi-naturels (100 % en 2018), une proportion identique à celle de 1990 (100 %). La répartition détaillée en 2018 est la suivante : 
milieux à végétation arbustive et/ou herbacée (61,6 %), forêts (25,6 %), espaces ouverts, sans ou avec peu de végétation (12,8 %).
L'évolution de l’occupation des sols de la commune et de ses infrastructures peut être observée sur les différentes représentations cartographiques du territoire : la carte de Cassini (XVIIIe siècle), la carte d'état-major (1820-1866) et les cartes ou photos aériennes de l'IGN pour la période actuelle (1950 à aujourd'hui).

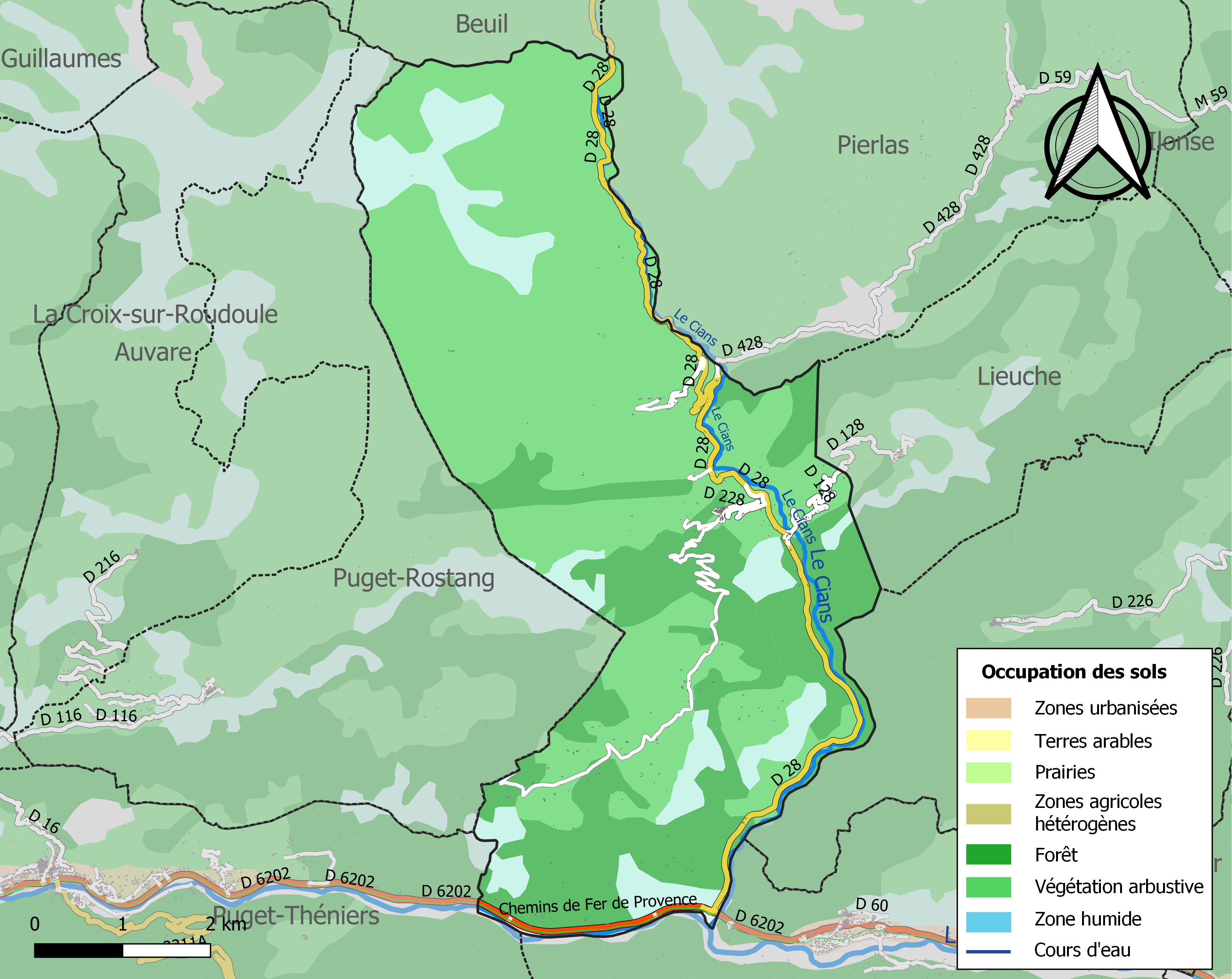
Carte de l'occupation des sols de la commune en 2018 (CLC).

### Voies de communications et transports

#### Voies routières
La commune est à 9,8 km de Touët-sur-Var et 16,1 de Puget-Théniers. 

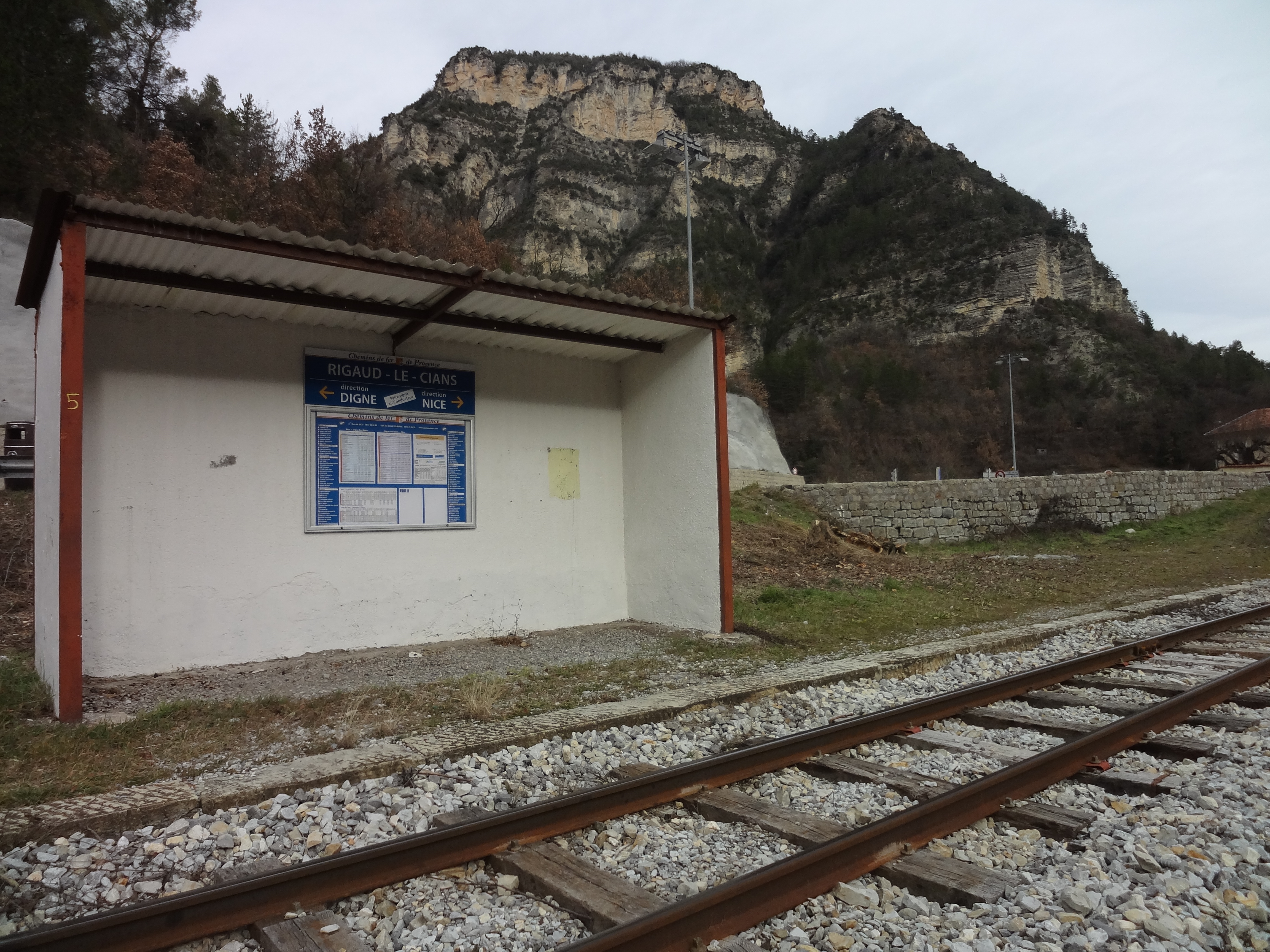
Halte de Rigaud-Cians de la ligne de Nice à Digne.

#### Transports en commun
Transport en Provence-Alpes-Côte d'Azur
- Commune desservie par le réseau Lignes d'Azur[15].

#### Lignes SNCF
- Ligne de Nice à Digne. Halte de Rigaud-Cians de la ligne de Nice à Digne, à Touët-sur-Var.

## Histoire
Rigaudum est cité au XIIIe siècle, le fief appartenait aux Riquier d'Èze.
Rigaud était un des quatre établissements templiers de la vallée du Var. Ils avaient été appelés pour défendre la côte des incursions sarrasines. Ils avaient été appelés à Nice par l'évêque de Nice Pierre vers 1135. Dans un inventaire des biens des templiers, il est allusion à une vente faite en 1193 à la maison du Temple du Var. La première mention d'un commandeur à Nice date de 1202, et à Grasse de 1208. En mars 1209, le comte de Provence leur a donné ses droits sur le castrum, la villa et le territoire de Biot. En suite l'ordre du Temple va s'installer dans les évêchés de Vence et de Glandèves On le voit un droit de déshérence sur certains biens à Rigaud à partir de 1280. À Rigaud, l'ordre possédait une part de la seigneurie et une maison assez importante. Les templiers installés dans les Alpes méridionales dépendaient des commanderies de Grasse et de Nice. La commanderie est dédiée à saint Sauveur en 1247. La maison templière de Rigaud est mentionnée pour la première fois dans un texte de 1269. La liste des biens saisis en 1308 permet de connaître l'étendue des biens des templiers à Saint-Sauveur, Saint-Étienne-de-Tinée, Saint-Dalmas-le-Selvage, Guillaumes, Méailles, Annot, Entrevaux, Amirat, Les Mujouls, Cuébris, Villars, Tournefort.
Pons de Rigaudo, noble, fut - selon Jean Bonnefoy - seigneur de Rigaud.
Il aurait été également juge de la baronnie de Beuil, en 1324 et de Sospel, en 1330.
Le fief est ensuite allé aux Grimaldi de Bueil à la fin du XIVe siècle. Honoré Laugier des Ferres, seigneur de Gilette, ayant dénoncé au duc de Savoie le complot des frères Grimaldi, fils d'Honoré Grimaldi, et de leur oncle voulant livrer le comté de Nice au roi de France, en 1526, ceux-ci se sont vengés en prenant le château de Gilette. Laugier des Ferres s'est vengé en envoyé ses hommes en représailles à Rigaud, en 1528.
Après l'exécution d'Annibal Grimaldi, le fief est allé aux Caissotti avec le titre de comte en 1622, puis aux Polloti, en 1724.
Pendant la Seconde Guerre mondiale, la Résistance a organisé un site de parachutage sur le plateau de Dina.

## Politique et administration
| Période | Période  | Identité           | Étiquette | Qualité  |
| ------- | -------- | ------------------ | --------- | -------- |
| 1902    | 1919     | Honoré Ribuot      |           |          |
| 1919    | 1929     | Albert Féraud      |           |          |
| 1929    | 1944     | François Ribuot    |           |          |
| 1944    | 1947     | Prosper Baylon     |           |          |
| 1947    | 1974     | Yvan Féraud        |           |          |
| 1974    | 1983     | Firmin Champoussin |           |          |
| 1983    | 2018     | Jean-Paul Crulli   | LR        | retraité |
| 2018    | 2020     | Jean-Marc Fonseca  |           |          |
| 2020    | En cours | Francis Moya       |           |          |

Depuis le 1er janvier 2014, Rigaud fait partie de la communauté de communes des Alpes d'Azur. Elle était auparavant membre de la communauté de communes des vallées d'Azur, jusqu'à la disparition de celle-ci lors de la mise en place du nouveau schéma départemental de coopération intercommunale.

### Budget et fiscalité 2023

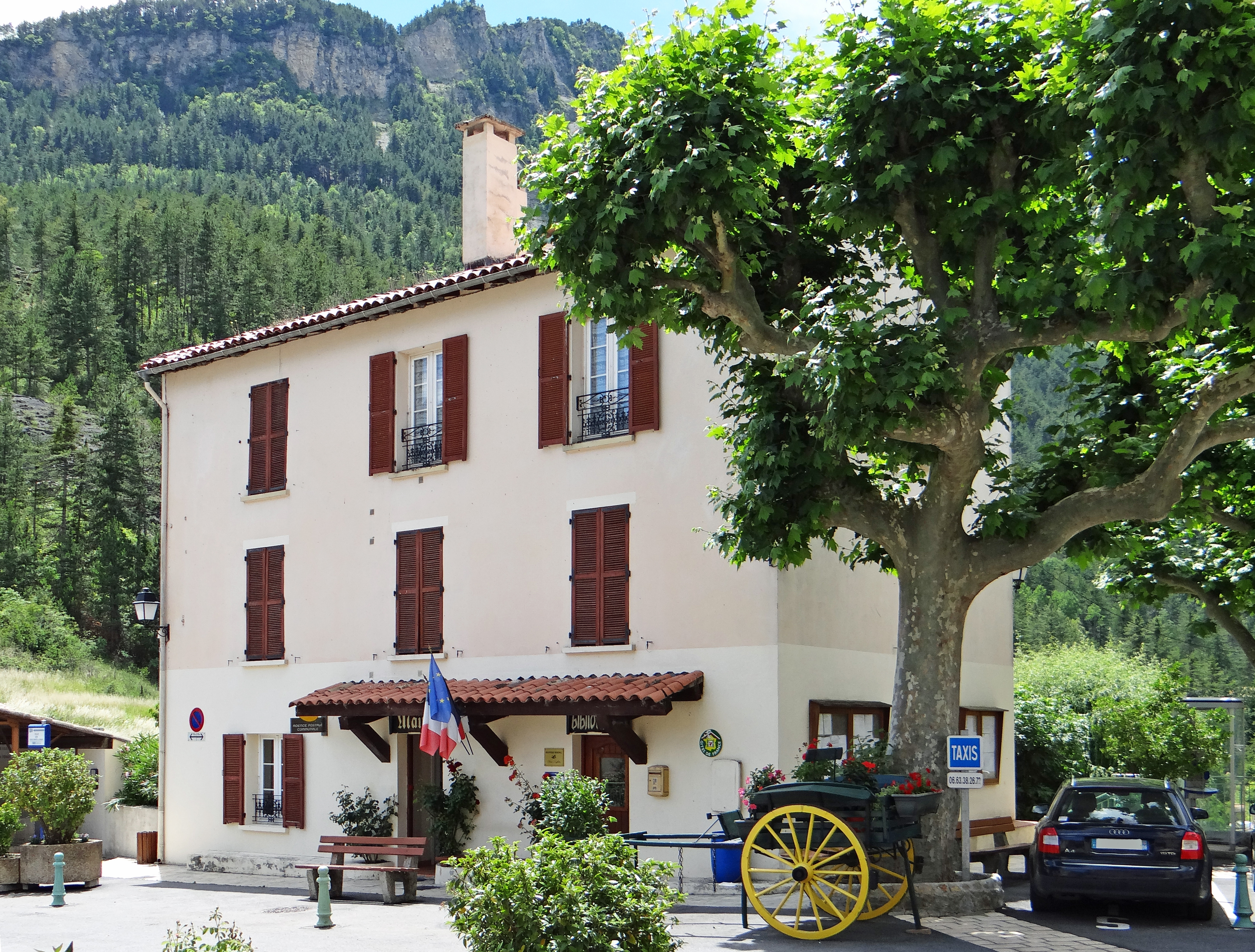
La mairie.

En 2023, le budget de la commune était constitué ainsi :
- total des produits de fonctionnement : 237 000 €, soit 1 377 € par habitant ;
- total des charges de fonctionnement : 244 000 €, soit 1 419 € par habitant ;
- total des ressources d'investissement : 341 000 €, soit 1 983 € par habitant ;
- total des emplois d'investissement : 307 000 €, soit 1 785 € par habitant ;
- endettement : 4 000 €, soit 23 € par habitant.

Avec les taux de fiscalité suivants :
- taxe d'habitation : 9,84 % ;
- taxe foncière sur les propriétés bâties : 14,74 % ;
- taxe foncière sur les propriétés non bâties : 10,60 % ;
- taxe additionnelle à la taxe foncière sur les propriétés non bâties : 0,00 % ;
- cotisation foncière des entreprises : 0,00 %.

Chiffres clés Revenus et pauvreté des ménages en 2021 : médiane en 2021 du revenu disponible, par unité de consommation : 21 190 €.

## Population et société

### Démographie

#### Évolution démographique
L'évolution du nombre d'habitants est connue à travers les recensements de la population effectués dans la commune depuis 1793. Pour les communes de moins de 10 000 habitants, une enquête de recensement portant sur toute la population est réalisée tous les cinq ans, les populations de référence des années intermédiaires étant quant à elles estimées par interpolation ou extrapolation. Pour la commune, le premier recensement exhaustif entrant dans le cadre du nouveau dispositif a été réalisé en 2005.

En 2022, la commune comptait 167 habitants, en évolution de −19,71 % par rapport à 2016 (Alpes-Maritimes : +2,85 %, France hors Mayotte : +2,11 %).
| 1793 | 1800 | 1806 | 1822 | 1838 | 1848 | 1858 | 1861 | 1866 |
| ---- | ---- | ---- | ---- | ---- | ---- | ---- | ---- | ---- |
| 484  | 514  | 518  | 485  | 529  | 511  | 499  | 470  | 485  |

| 1872 | 1876 | 1881 | 1886 | 1891 | 1896 | 1901 | 1906 | 1911 |
| ---- | ---- | ---- | ---- | ---- | ---- | ---- | ---- | ---- |
| 555  | 517  | 541  | 543  | 585  | 515  | 491  | 449  | 444  |

| 1921 | 1926 | 1931 | 1936 | 1946 | 1954 | 1962 | 1968 | 1975 |
| ---- | ---- | ---- | ---- | ---- | ---- | ---- | ---- | ---- |
| 401  | 367  | 310  | 268  | 204  | 181  | 117  | 117  | 111  |

| 1982 | 1990 | 1999 | 2005 | 2006 | 2010 | 2015 | 2020 | 2022 |
| ---- | ---- | ---- | ---- | ---- | ---- | ---- | ---- | ---- |
| 141  | 165  | 146  | 184  | 197  | 219  | 207  | 170  | 167  |

### Enseignement
Établissements d'enseignements :
- Écoles maternelles et primaires à Touët-sur-Var, Puget-Théniers, Saint-Pierre, La Penne, Ascros.
- Collèges à Puget-Théniers, Saint-Sauveur-sur-Tinée.
- Lycées à Valdeblore.

### Santé
Professionnels et services de santé :
- Bus santé connecté[29].

### Cultes
- Culte catholique, Paroisse Notre-Dame-du-Var[30], Diocèse de Nice.

## Économie

### Entreprises et commerces

#### Agriculture

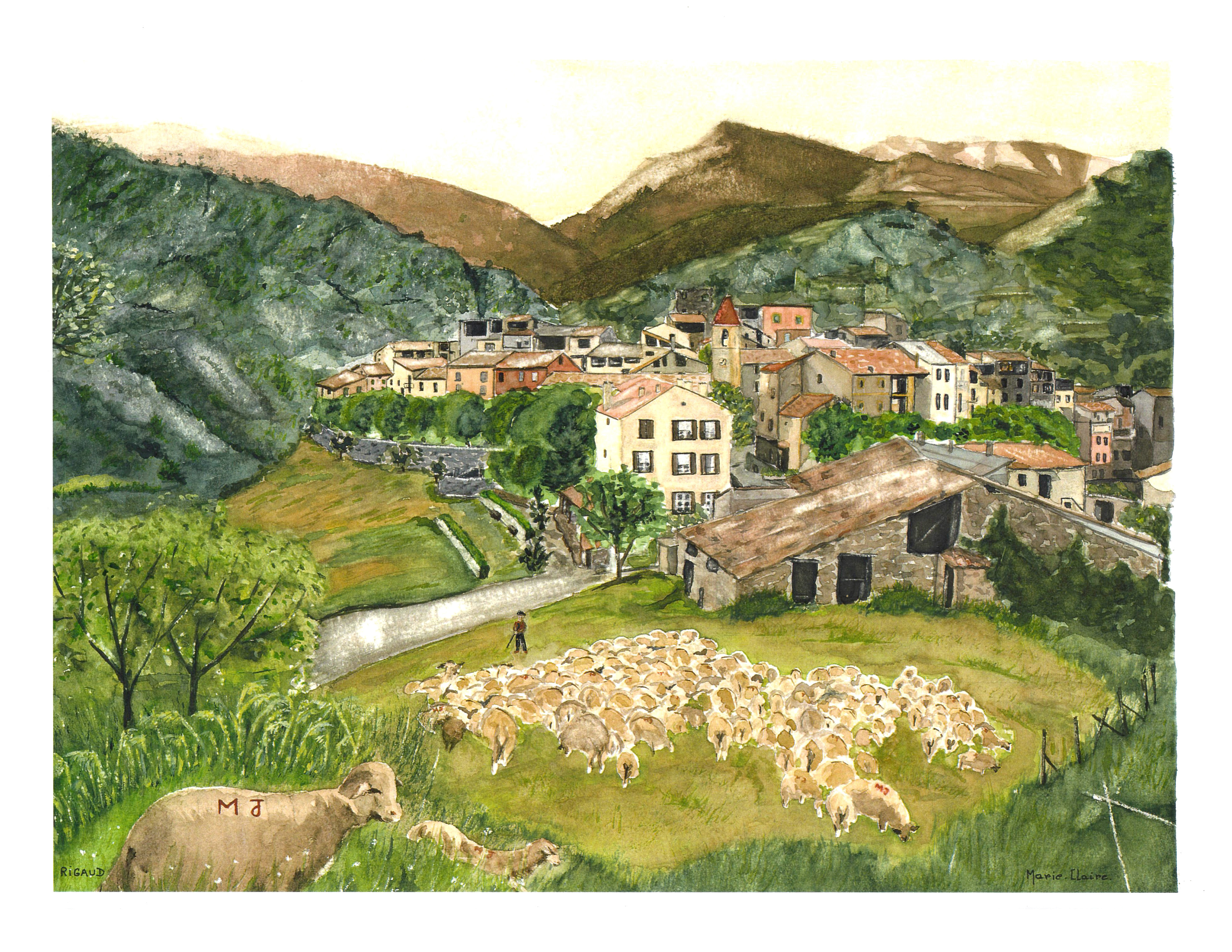
La transhumance des moutons de Jeannine et Jeannot..

- Récolte de produits forestiers non ligneux poussant à l'état sauvage.
- Élevage d'ovins et de caprins.
- Culture de légumes, de melons, de racines et de tubercules.
- Culture de fruits oléagineux.

#### Tourisme
- Hébergements et restauration à Roubion, Rimplas, Valdeblore, Bouyon.

#### Commerces
- Commerces et services de proximité[31].

## Lieux et monuments

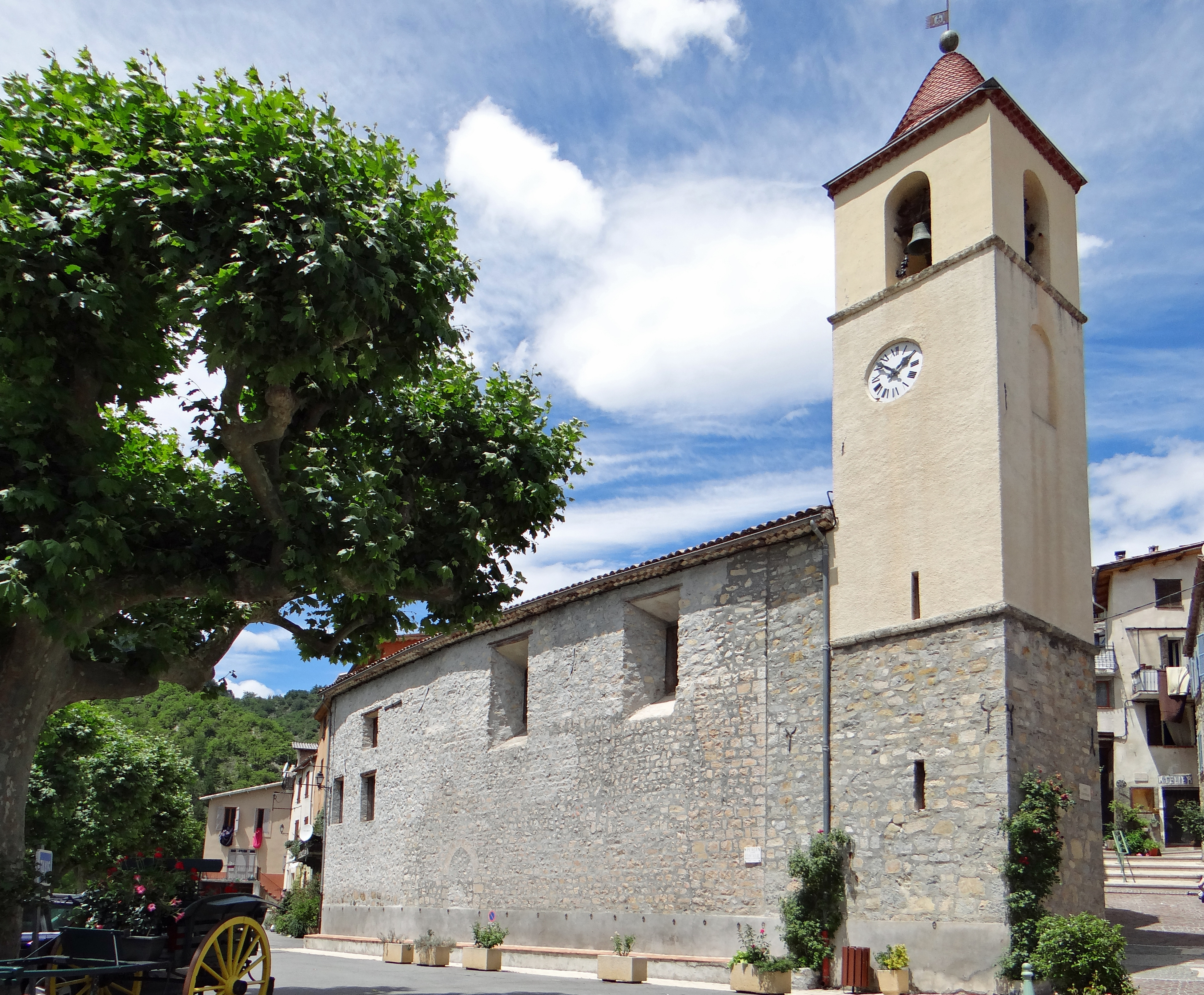
L'église Saint-Antoine-et-de-la-Transfiguration sur la place Yvan Féraud.
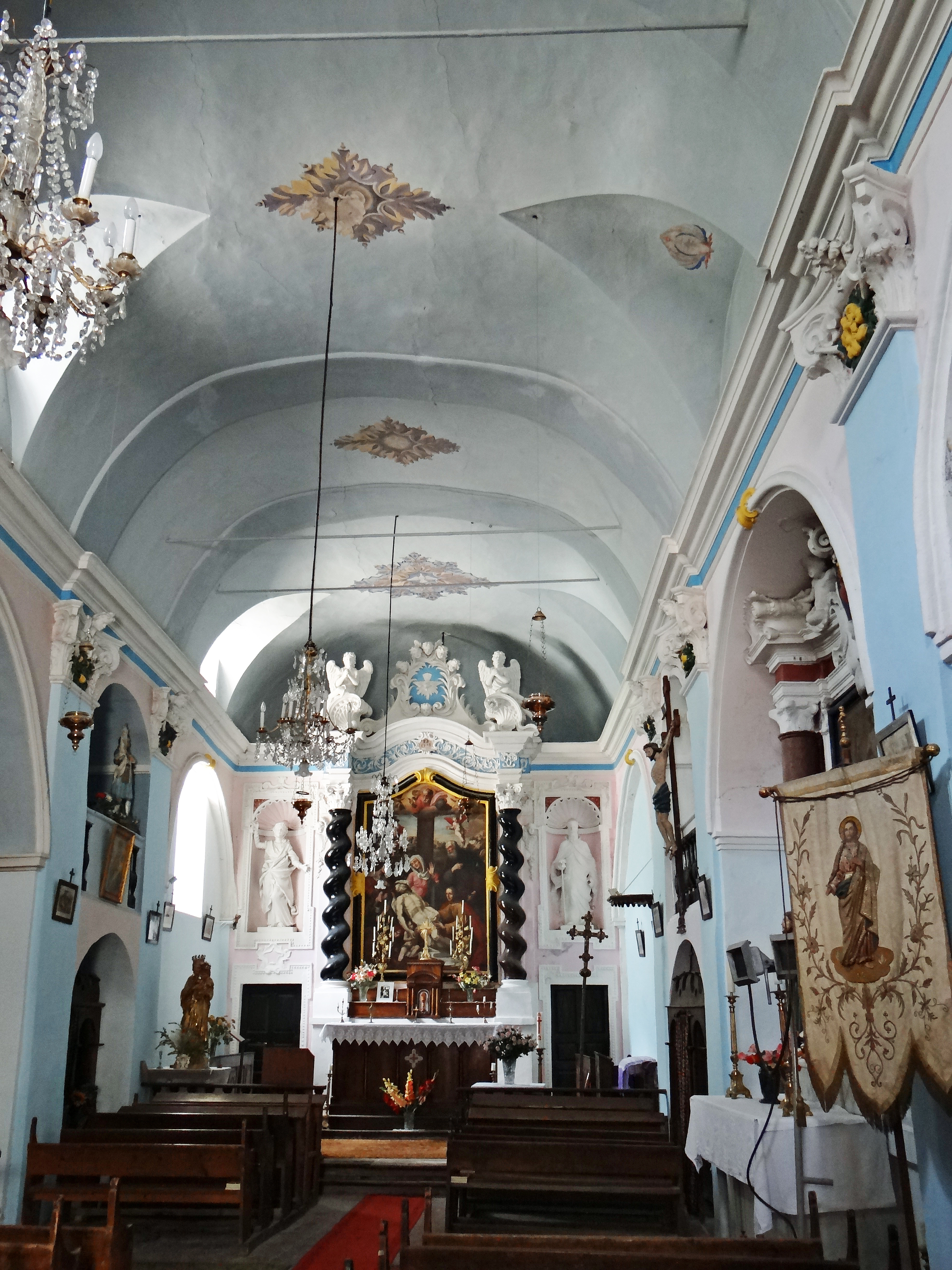
Église Saint-Antoine-et-de-la-Transfiguration. Nef.
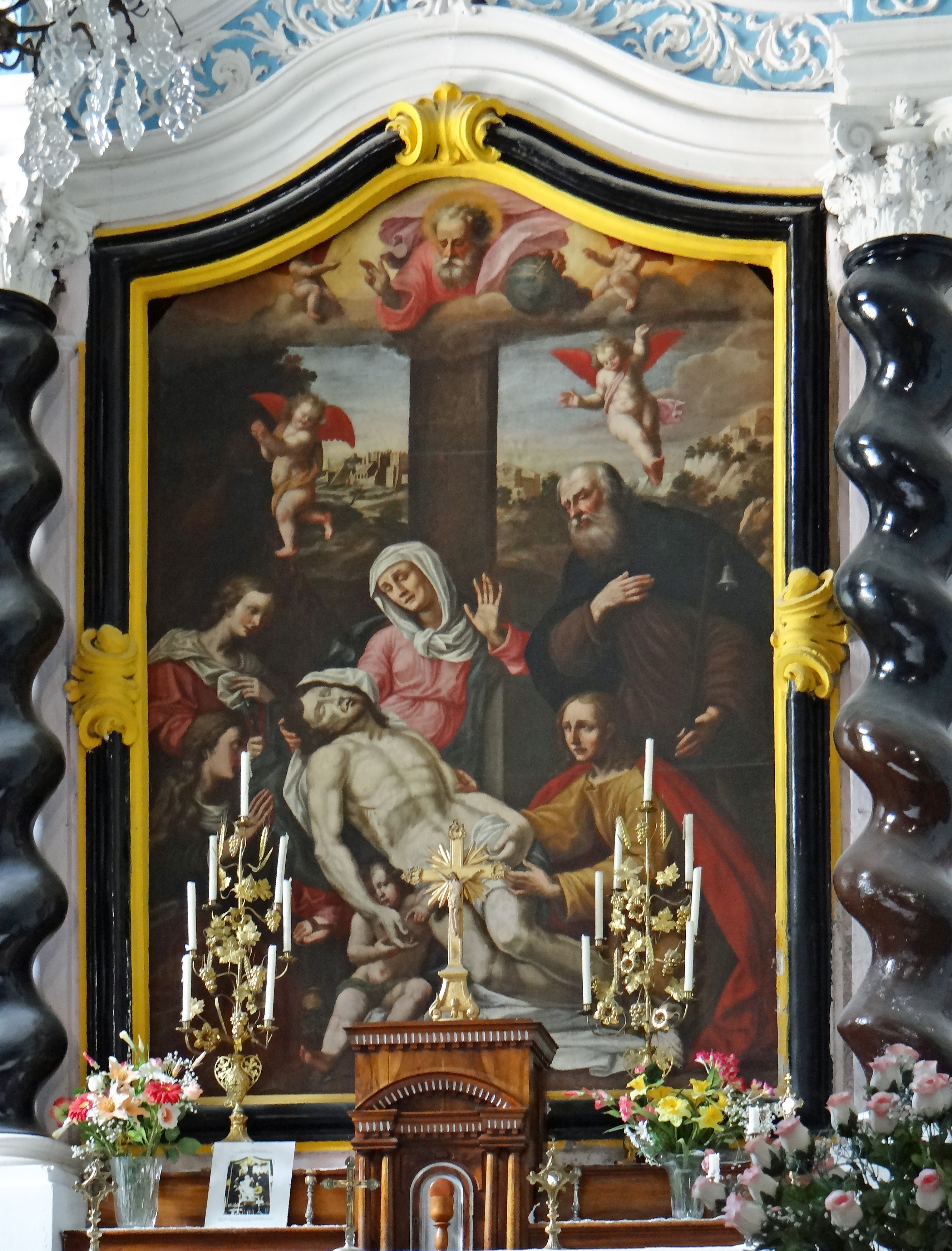
Église Saint-Antoine-et-de-la-Transfiguration. Retable du maître-autel : Vierge de Pitié entourée de sainte Appolonie, saint Antoine abbé, sainte Marie-Madeleine et saint Jean l’Évangéliste.

- L'intersection du 44e parallèle nord et du 7e méridien à l'est de Greenwich se trouve sur le territoire de la commune (voir aussi le Degree Confluence Project).
- L'église Saint-Antoine-et-de-la-Transfiguration. Une chapelle dédiée au saint Sauveur a été construite au Moyen Âge et constitue la partie centrale de l'église, avec son entrée côté sud. Au XVIIe siècle, la chapelle a été transformée en église en l'agrandissant vers l'est avec le portail et deux cloches. L'église est alors dédié à saint Antoine et à la Transfiguration. Le clocher et la sacristie ont été ajoutés entre 1861 et 1866. Par la suite, Abel Féraud, maire de Rigaud, fait déplacer les deux cloches à leur emplacement actuel. Il décide aussi de fondre une troisième cloche pour remplacer celle qui avait été cassée en juillet 1595 par Annibal Grimaldi, comte de Beuil et vassal du duc de Savoie, et qui avait ordonné de brûler le village. Une première horloge y a été installée en 1866.

Patrimoine mobilier de l'église paroissiale :
* statue : Saint Antoine abbé,
* croix de procession,
* calice,
* retable, tableau : Circoncision (la),
* retable, tableau : Vierge du rosaire (la),
* retable, tableau : Vierge donnant le scapulaire à Saint Pascal (la).
* tableau, cadre : Vierge de Pitié entourée de sainte Appolonie, saint Antoine abbé, sainte Marie-Madeleine et saint Jean l'Evangéliste (la).
- La commune possède plusieurs chapelles[39] :
  - chapelle Saint-Sébastien, ancienne chapelle des Pénitents blancs, transformée en foyer communal,
  - chapelle Sainte-Catherine, à l'entrée du village, près du monument aux morts,
  - chapelle Saint-Antoine, vendue à un particulier en 1862,
  - chapelle Notre-Dame-de-l'Assomption au quartier du Cians,
  - chapelle Saint-Marc au quartier du Rubi,
  - chapelle Saint-Joseph sur le plateau de Dina, à 1 017 mètres, non restaurée.
- Le moulin à huile, près de la mairie du XVIIe siècle[40].
- La fontaine-lavoir, près de la mairie, offerte en 1898 par le député Raphaël Bischoffsheim[41].
- La Maison du patrimoine ou Maison du miel, près du moulin à huile[42].
- Les vestiges de l'ancien château peuvent encore être vus au-dessus du village[43].
- Plusieurs randonnées, de plusieurs niveaux de difficultés, peuvent être faites à partir de Rigaud :
  - Plateau de Dina[44],
  - Tête de Rigaud,
  - Montagne de Mairola.

## Personnalités liées à la commune
- Bernard Nut a été assassiné le 15 février 1983 dans son véhicule au bord de la RN 202.

## Héraldique
| Blason de Rigaud | Blason  | D’azur à la fasce ondée d’argent chargée d’une étoile de huit rais de gueules et accompagnée de deux tours d’or. |
| Blason de Rigaud | Détails | Le statut officiel du blason reste à déterminer.                                                                 |

## Galerie

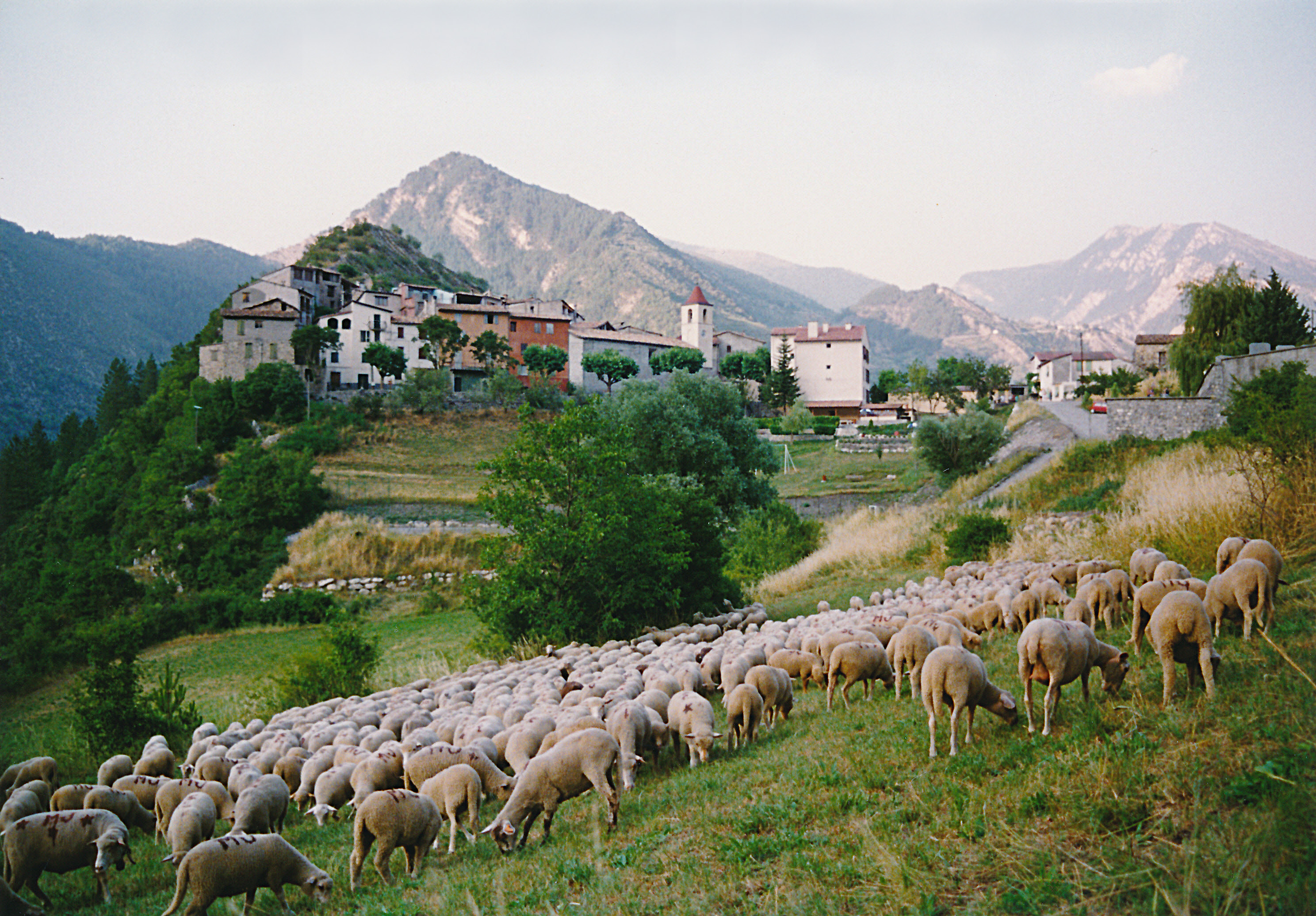
La transhumance au village.
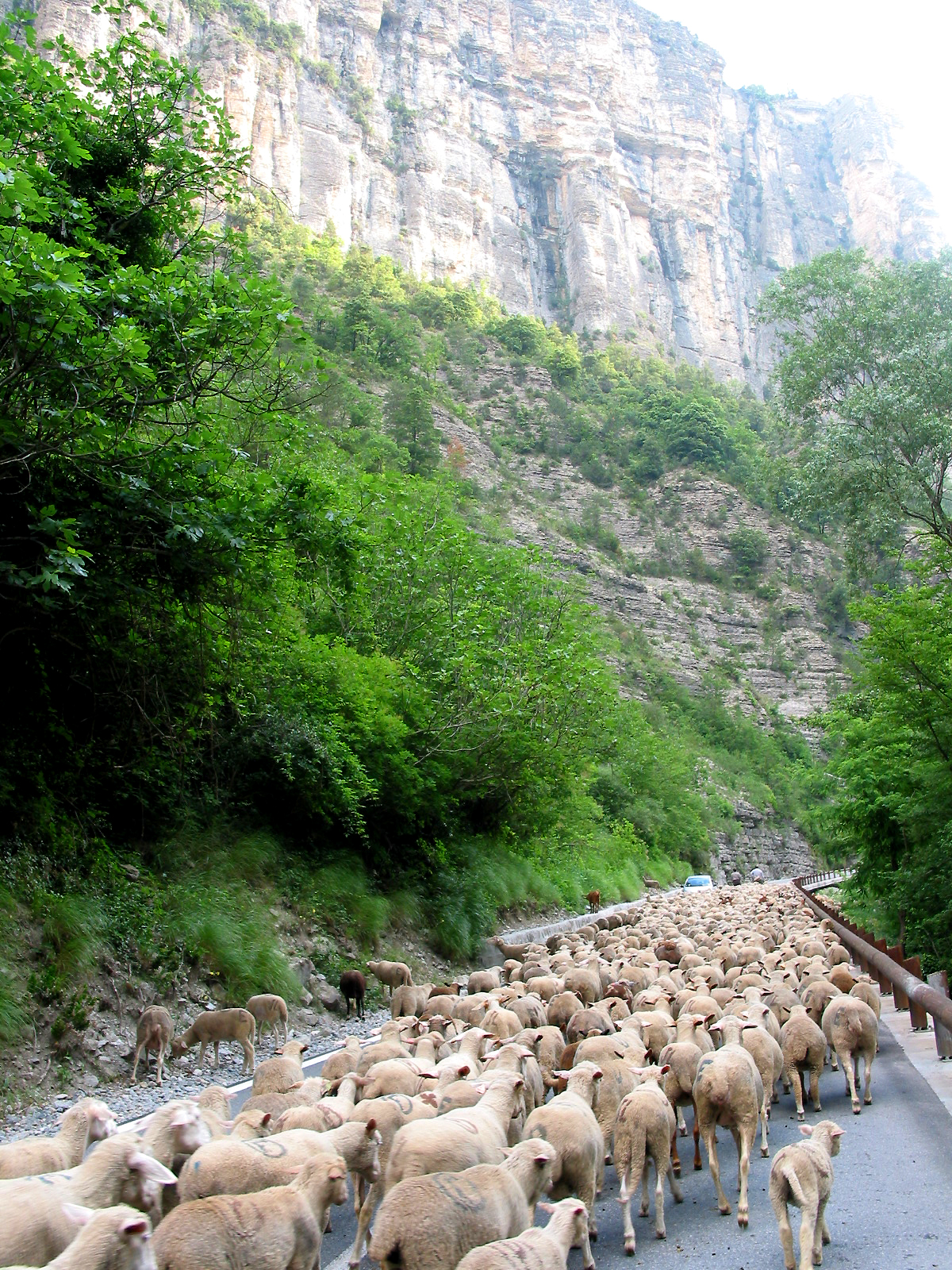
La transhumance dans les gorges du Cians à Rigaud.
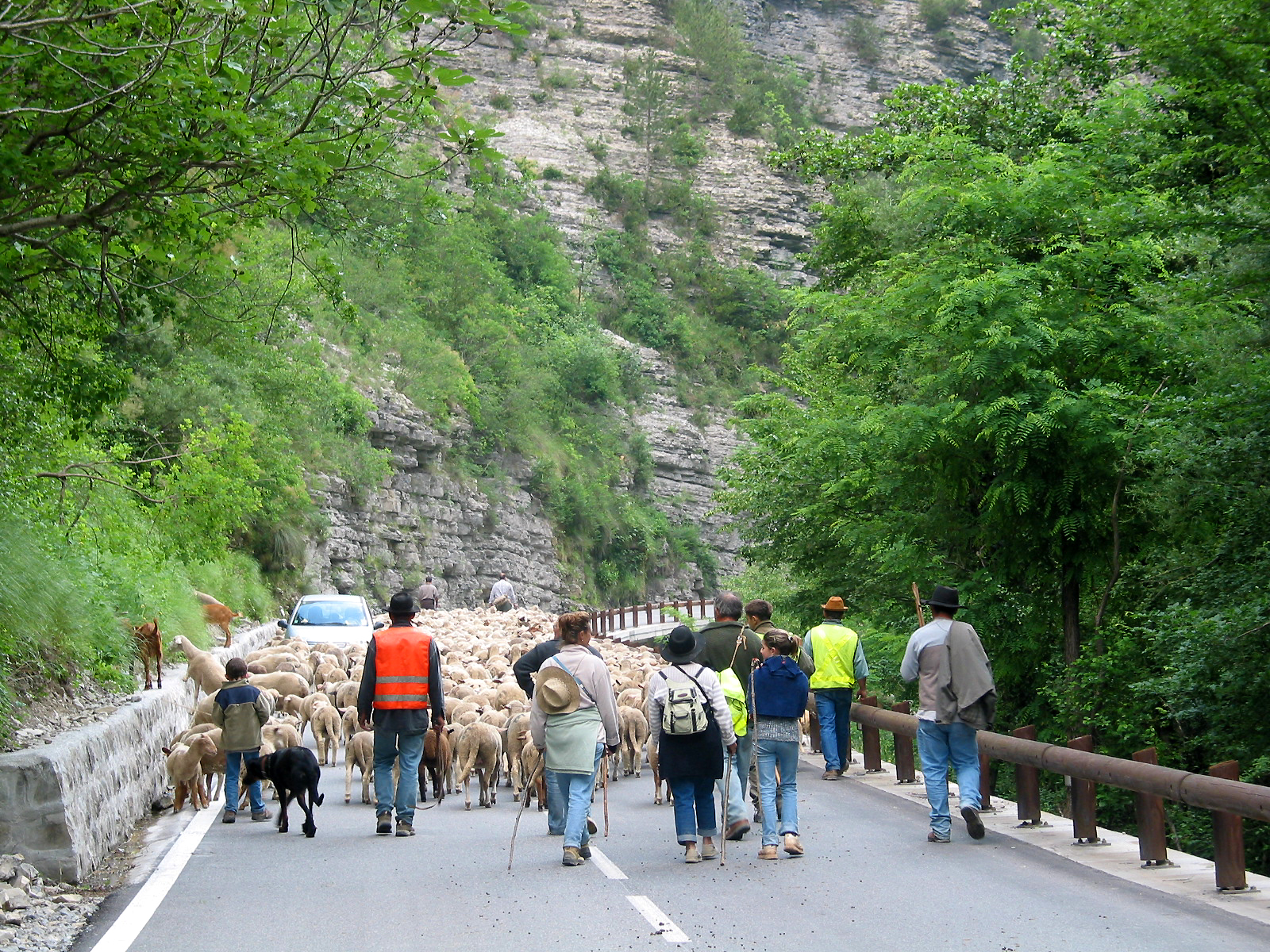
La transhumance dans les gorges du Cians à Rigaud.
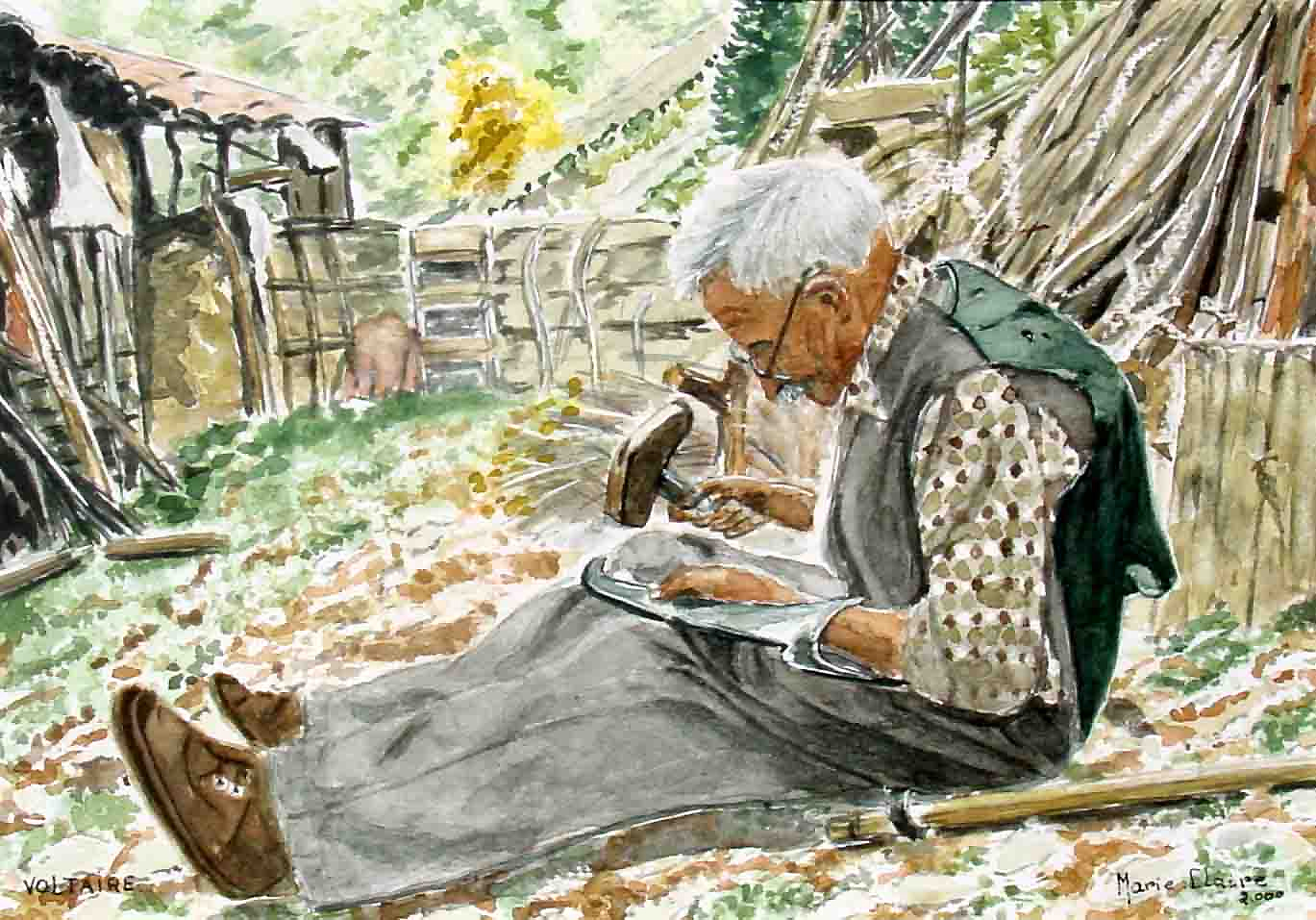
Voltaire, le berger de Rigaud.
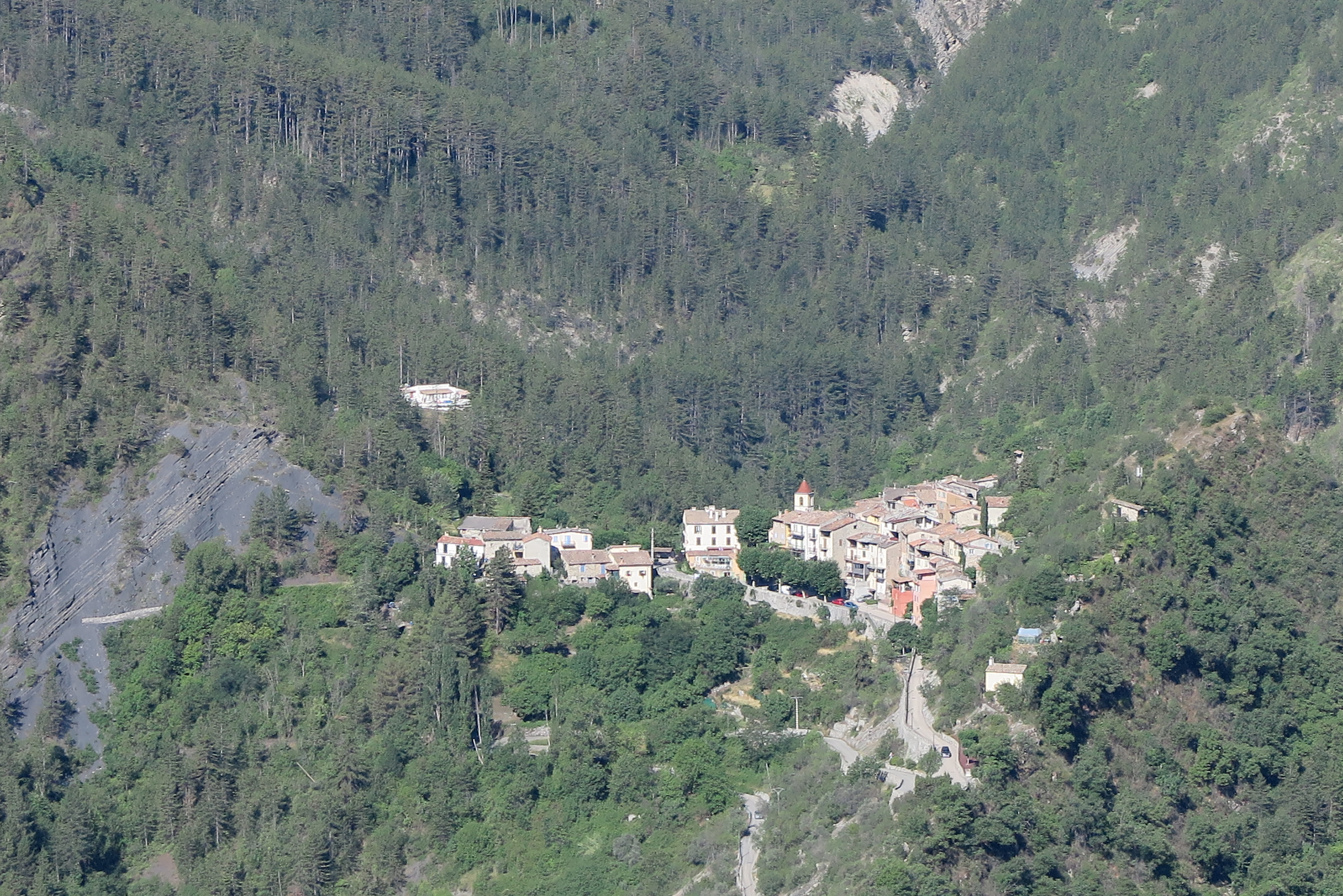
Rigaud, depuis Lieuche.
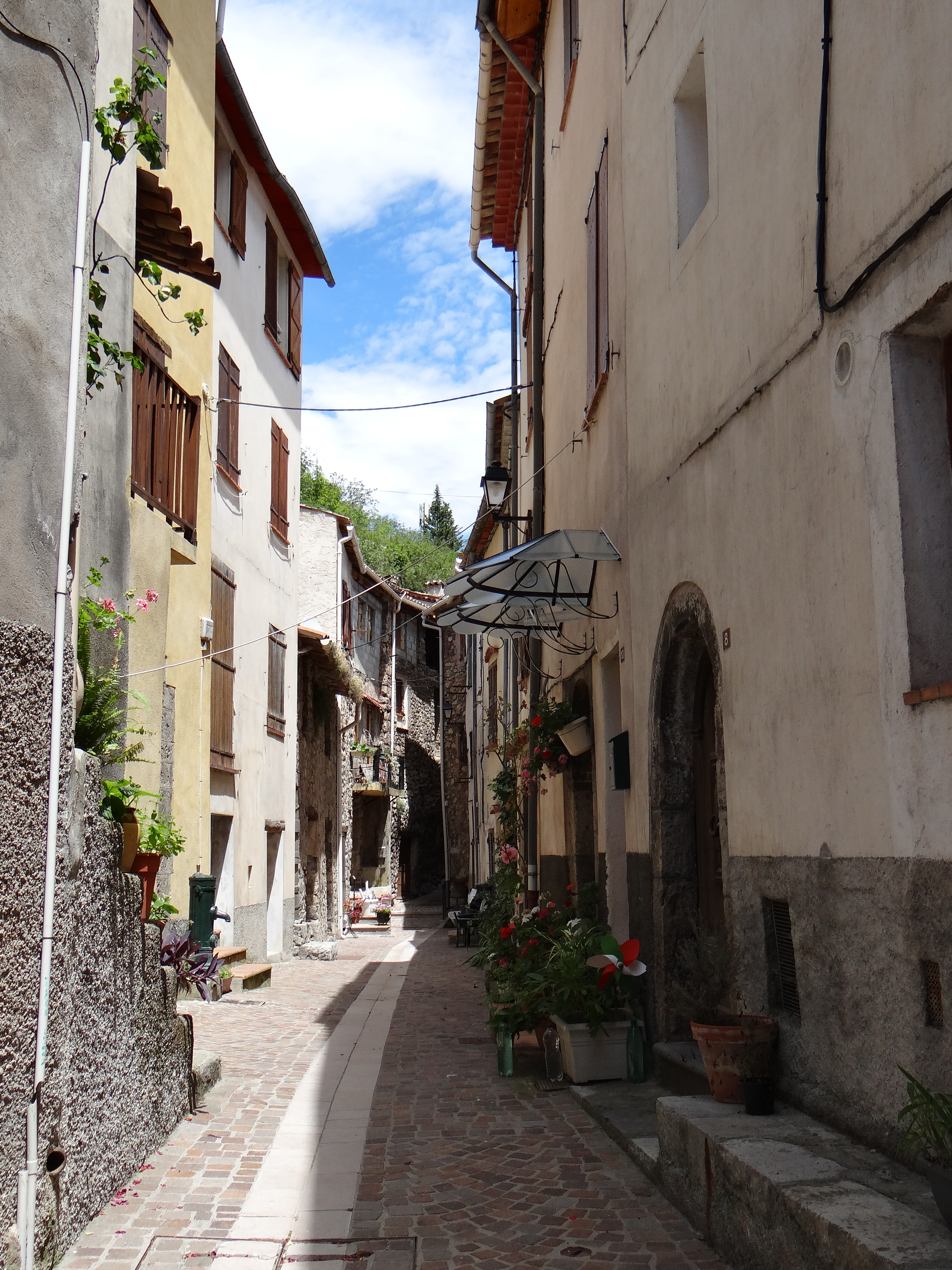
Une ruelle.
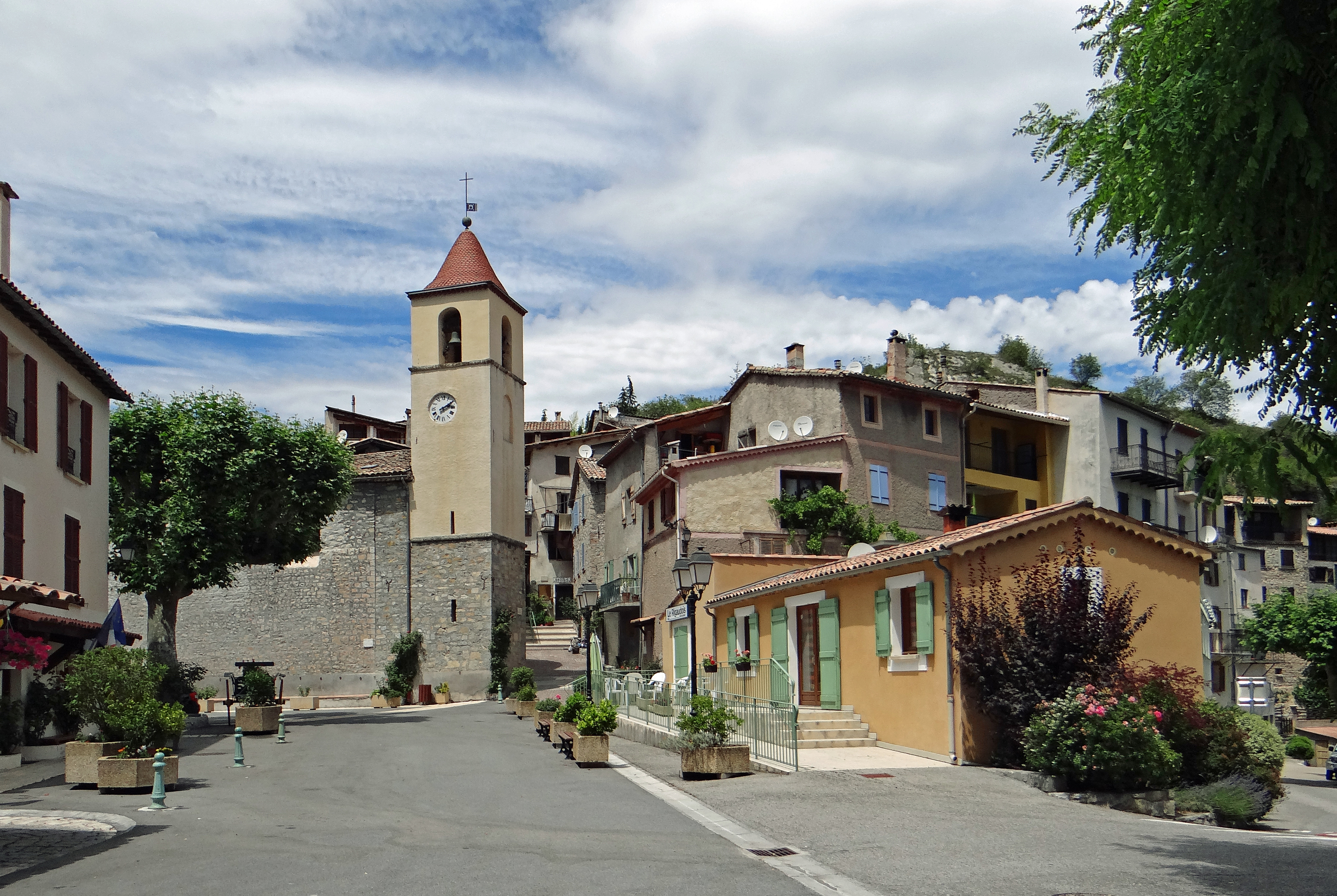
Mairie et église.